# Rhynchopsitta phillipsi
Rhynchopsitta phillipsi — вимерлий вид папугоподібних птахів родини папугових (Psittacidae). Мешкав на території Мексики у пізньому плейстоцені. Названий на честь американського орнітолога Аллана Роберта Філіпса (1914-1996).